# Mihály Károlyi
Conde Mihály Ádám György Miklós Károlyi de Nagykároly, también conocido como Mihály Károlyi (hispanizado como Miguel Károlyi; Fót; 4  de marzo de  1875-Vence; 19  de marzo de  1955), fue dirigente de Hungría en 1918 y 1919, durante la breve República Popular Húngara. Sirvió como primer ministro entre el 1 de noviembre de 1918 y el 16 de noviembre de 1918 y como presidente entre el 16 de noviembre de 1918 y el 21 de marzo de 1919.
Sus cinco meses al frente del Gobierno no sirvieron para resolver los graves problemas del país: no se logró la reconciliación entre los magiares y las minorías del Estado, que llevó a la partición del territorio; no se acabó con las penurias económicas, que incluían el desempleo y la hambruna en las ciudades, la inflación y el ansia de una reforma agraria en el campo, que no se llevó a cabo, a pesar del ejemplo de Károlyi, que repartió parte de sus tierras entre los campesinos. Tampoco se llegaron a celebrar las elecciones prometidas. La agitación extremista en el interior se unió al ataque del país por sus naciones vecinas.

## Historia familiar y comienzos
La familia Károlyi, aristócrata, católica, ilustre y extremadamente rica, había desempeñado un papel importante en la historia húngara desde el siglo XVII. Su antepasado el general Sándor Károlyi se había rendido a los Habsburgo en 1711, recibiendo un título nobiliario y enormes territorios confiscados a los partidarios del rebelde Férenc Rákóczi.

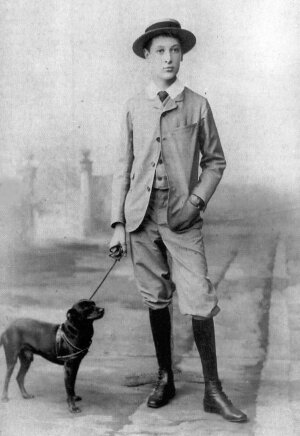
Károlyi con doce años. Las humillaciones y burlas por su labio leporino influyeron en su carácter vanidoso y ambicioso.

Mihály nació en Fót, por entonces en el Imperio austrohúngaro y luego en la Hungría independiente, en marzo de 1875. Sus padres eran primos carnales y tuvieron un hijo con algunas taras y enfermizo. Su madre falleció de tuberculosis al poco de nacer Mihály y su padre dejó su crianza en manos de una de las abuelas del niño. Nacido con labio leporino, fue objeto de burlas y humillaciones durante su infancia, a pesar del poder y riqueza de su familia, lo que influyó en su posterior vanidad, ambición y deseo de poder. Tenía además fisura palatal, lo que casi le impedía hablar, y apenas veía con un ojo. A los catorce años se sometió a una arriesgada operación que le permitió por fin hablar inteligiblemente. Con la práctica logró superar sus problemas de dicción, convirtiéndose más adelante en un conocido orador.
Tras una juventud de bala perdida, de jugador, bebedor, mujeriego y manirroto, se dedicó a propósitos más serios. Francófono como era tradicional en la familia, pasó varios años en París tras cumplir los veinte años; viajó además al Reino Unido y a los Estados Unidos. A los veintiséis años se presentó por primera vez a las elecciones por e Partido de la Independencia, pero no obtuvo escaño al negarse a comprar al electorado, como era habitual por entonces.
Estudió agronomía, sociología y política y dio un cambio radical a su vida al llegar a los treinta años. Elegido diputado por primera vez en 1905 y nuevamente en el senado en 1906, Károlyi apenas se distinguió en esta etapa. Comenzó en política como seguidor del destacado político liberal Esteban Tisza, pero en los años anteriores a la guerra mundial sus convicciones políticas variaron sustancialmente.
En 1909, fue nombrado presidente del OMGE (Sociedad Agrícola Nacional), la principal organización de terratenientes de la nobleza, lo que no cambió su modo de vida disoluto. En 1910 fue elegido de nuevo como miembro del Partido de la Independencia (en la oposición) y se opuso, junto a Esteban Tisza, a la implantación del sufragio universal. Por entonces el partido, y el propio Károlyi propugnaban únicamente una mínima ampliación del derecho al voto.
Desde sus comienzos como seguidor del sistema político y social del momento en Hungría, Károlyi gradualmente se fue escorando más y más a la izquierda durante su carrera. En 1912 pasó al Partido de Justh, donde se convirtió en uno de los principales dirigentes de la oposición, aunque no propuso la federación del país, cambios sociales radicales o la ruptura con la dinastía imperial, como haría durante la Primera Guerra Mundial. El grupo alrededor de Justh y Károlyi mantuvo una gran fe en la preeminencia de los magiares, lo que les permitió defender la democratización de la política húngara convencidos de que esto atraería a las minorías al Estado magiar. En política exterior su postura era ambigua y contradictoria: opuestos a la alianza con Alemania, no ofrecían alternativas a esta y deseaban debilitar la unión con Viena sin perder la protección que les proporcionaba. Todos ellos se mostraban furibundos opositores a Esteban Tisza, representante del Compromiso Austrohúngaro y de la oposición a los cambios electorales. Ese mismo año de 1912, se enfrentó en duelo a Tisza, a quien había insultado en el Parlamento.
En 1914 su vida dio un giro importante al poner fin a una larga relación con una mujer casada y saldar las enormes deudas de juego que había contraído merced a su casamiento con Katinka Andrássy, nieta del ilustre ministro de Asuntos Exteriores del imperio Gyula Andrássy y que estaba emparentada con casi todas las grandes familias húngaras. Fue un matrimonio feliz. La boda se celebró el 7 de noviembre en Budapest y le granjeó al novio la protección de su influyente suegro.

## La Primera Guerra Mundial
Cuando estalló la guerra, se hallaba en Francia de vuelta de un viaje a los Estados Unidos, y fue detenido durante varias semanas en Burdeos por ser ciudadano de un país enemigo. Sus detractores le acusaron de haber sido liberado únicamente tras la promesa de esforzarse en acabar con la guerra, acusaciones que negó. Tras ser liberado y regresar a Austria-Hungría, se presentó voluntario para servir en la caballería; como diputado, estaba exento de servir en el Ejército. Como era costumbre por entonces para evitar que muriese en combate, se lo nombró edecán del coronel de su regimiento de caballería. La marcha del regimiento al frente de Galitzia se retrasó hasta que la esposa de Károlyi dio a luz al primer hijo del matrimonio.
Durante la Primera Guerra Mundial, Károlyi empezó por apoyarla para luego convertirse en el mayor crítico a su prolongación en el Parlamento. A pesar de ser uno de los hombres más ricos de Hungría, se rodeó de asesores de extrema izquierda, y sus relaciones con los socialdemócratas eran estrechas.

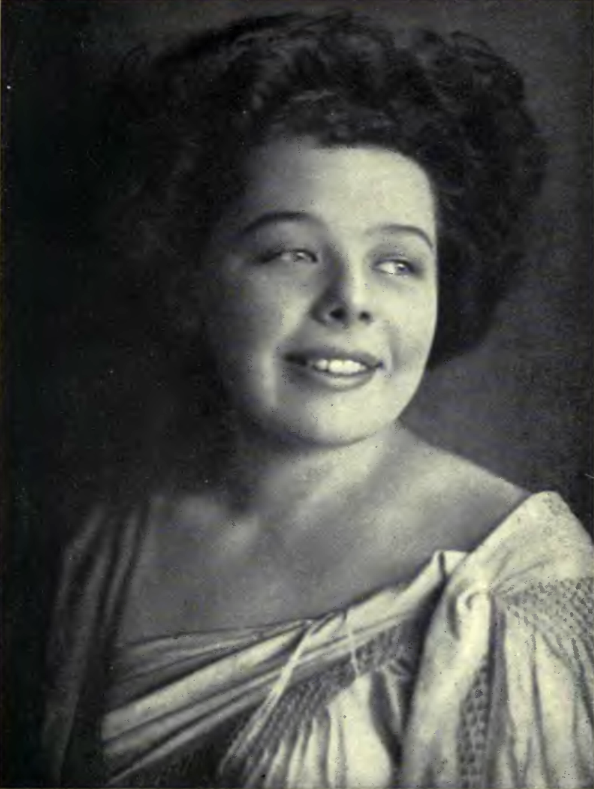
Katinka, la esposa de Károlyi.

En julio de 1916, el ala moderada del partido entró en conversaciones con Tisza mientras Károlyi se hallaba en Estambul. A su regreso exigió el fin de estos contactos y, al rechazarlo los otros dirigentes, Károlyi rompió con su partido, que le había encontrado demasiado radical, y formó uno nuevo, llamado Partido Unido de la Independencia y de 1848, y generalmente conocido como el «Partido Károlyi» (17 de julio de 1916). Lo formaron originalmente veinte diputados. El partido lo integraba el ala radical del Partido de la Independencia y, a diferencia de la formación que habían abandonado, sus miembros defendían la implantación del sufragio universal, una política social progresista y la conversión de la unión con Austria en meramente personal en el emperador. No había una política definida respecto a las minorías. La división de la oposición reforzó temporalmente a Tisza. En 1917 Károlyi defendía ya una postura pacifista y abiertamente favorable a la Triple Entente. finales de año mantuvo contactos con representantes y políticos Aliados, pero no fue castigado por ello, al contrario que alguno de sus interlocutores.
El Partido Károlyi fue siempre un grupo débil sin ninguna organización de masas que lo apoyase y con apenas veinte parlamentarios, la mayoría con poco compromiso serio con el partido. Károlyi defendía la paz con los Aliados, una mayor separación entre Austria y Hungría, la ampliación del censo electoral mediante la supresión de las barreras económicas y lingüísticas que limitaban el voto y la presentación a puestos políticos a un 5,8% de la población masculina. Abogaba asimismo por el voto femenino y la participación de la mujer en las instituciones políticas. En particular, la petición de Károlyi en 1915 de que los veteranos tuviesen derecho al voto le aportó gran apoyo popular, mientras enfurecía al primer ministro, el conde Istvan Tisza. Durante la guerra, Károlyi había sostenido contactos secretos con diplomáticos británicos y franceses en Suiza. En enero de 1918, Károlyi se declaró seguidor de los Catorce Puntos del presidente norteamericano Woodrow Wilson.
Károlyi solo comenzó a defender la autonomía para las minorías en el otoño de 1918, creyendo hasta entonces que la extensión de la democracia a Hungría acabaría con las tensiones nacionalistas. El convencimiento cada vez mayor en el otoño de 1918 de que la derrota era inminente dejó abatidos a los políticos tradicionales de Hungría, incluyendo a su más destacada figura y dirigente del principal grupo en el parlamento, Esteban Tisza, incapaz de asumir los cambios que anunciaba. Károlyi, que fue ganando progresivamente influencia en estas circunstancias, estaba convencido de que la democratización del país evitaría el desmembramiento de este y el castigo de los vencedores. Incluso su acérrimo adversario, Tisza, recomendó al representante del emperador el nombramiento de Károlyi para presiir el Gobierno el 28 de octubre de 1918, ante la inminente derrota y el convencimiento de que solamente este podía evitar una revolución. Károlyi parecía ser la única figura política con suficiente prestigio ante los Aliados para dirigir al país, a punto de independizarse, en la derrota, en un entorno de aspiraciones chovinistas.

## Al frente de la República popular

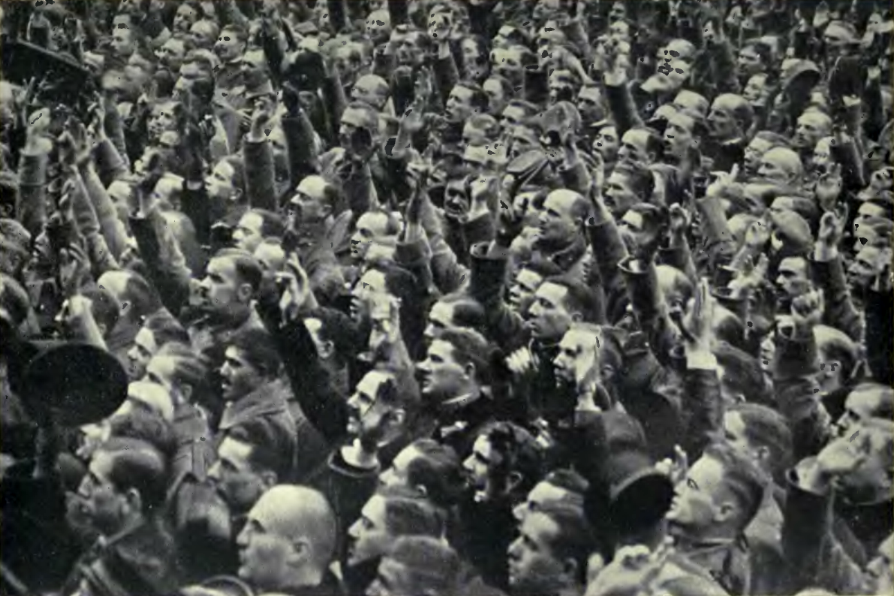
Soldados jurando lealtad al Consejo Nacional.

Tras la Revolución de los Crisantemos de octubre de 1918, en la que las tropas se negaron a disparar contra los manifestantes y trabajadores, Károlyi se encontró, para su sorpresa, dirigiendo la nación. El 25 de octubre, tras las declaraciones de independencia de Polonia, Croacia y la formación del Gobierno checo, que auguraban el fin del imperio, Károlyi había formado un Consejo Nacional de oposición. Su reputación como opositor a la guerra, odiada para entonces por gran parte de la población, había empujado a Károlyi a una función para la que no estaba preparado. Fue nombrado primer ministro por el rey-emperador Carlos IV como parte de un desesperado intento de mantener Hungría bajo los Habsburgo. Para entonces, tropas controladas por el consejo de soldados ya habían ocupado todos los puntos estratégicos de la ciudad y las fuerzas leales al rey permanecían indiferentes. Una huelga general, convocada por los socialistas, inundó las calles de Budapest en apoyo al nuevo gobierno. Károlyi, poco partidario de los Habsburgo, prefería, sin embargo, mantener la monarquía y algún vínculo con Austria. Solo después de la retirada de Carlos del gobierno el 16  de noviembre de  1918 Károlyi proclamó la República Popular de Hungría con él como presidente provisional y disolvió el Parlamento. El 11  de enero de 1919 el Consejo Nacional le reconoció formalmente como "Presidente de la República Popular de Hungría".

### La situación política

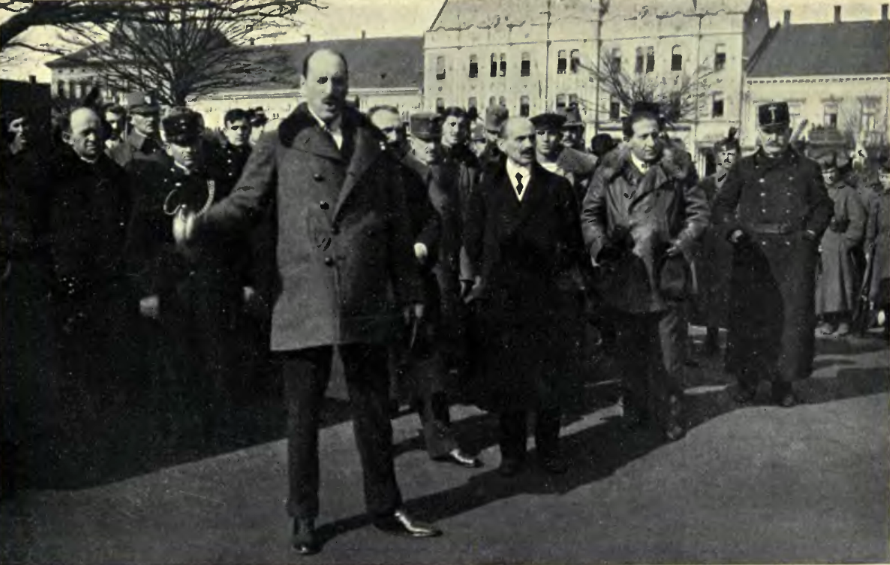
Discurso de Károlyi.

Existía además una creencia ampliamente compartida de que Károlyi podría conseguir de los Aliados una paz con unos términos favorables para Hungría. Károlyi encabezó el Gobierno Provisional entre el 1 de noviembre de 1918 y el 16  de noviembre de 1918, día el que se proclamó la República Popular Húngara. Károlyi gobernó a través de un Consejo Nacional ahora transformado en gobierno, que consistía en una alianza de su partido con el importante Partido Social Demócrata y el pequeño Partido Cívico Radical dirigido por Oszkár Jászi. A la vez, existían varios consejos revolucionarios similares a los sóviets («consejos») que habían existido en Rusia en 1917 y que estaban dominados por los socialdemócratas. Esta situación de dualidad en el poder dejó a Károlyi con mucha responsabilidad y poco poder como cabeza visible del gobierno mientras que los socialdemócratas se encontraban en la situación opuesta.

### La política hacia las minorías
Durante su periodo breve en el poder, Károlyi y Jászi, ministro de Nacionalidades, intentaron crear una «Suiza Oriental»  persuadiendo a los no magiares para quedarse como parte de la nueva República Popular en vez de optar por la secesión. Jászi comenzó las negociaciones con las minorías en noviembre, a pesar de estar convencido de su inutilidad, fracasando. Se llegaron a conceder autonomías a los rutenos (25 de diciembre de 1918), suabos del Danubio (minoría alemana, 28 de enero de 1919) y eslovacos (8 de marzo de 1919). Este esfuerzo fracasó completamente al preferir las minorías unirse a los Estados vecinos (Rumanía, Yugoslavia y Checoslovaquia) a la autonomía propuesta por Károlyi y su gabinete.
El Consejo Nacional Rumano en Transilvania, por ejemplo, envió un ultimátum el 10 de noviembre de 1918 al Gobierno exigiendo el traspaso de la administración a sus manos. Tras conseguir una prórroga que permitió al Gobierno enviar una delegación a Arad para negociar con los nacionalistas rumanos, sus propuestas de autonomía fueron rechazadas el 14. Los representantes rumanos exigieron la total separación de Hungría.
Los años largos de "opresión"  de los magiares habían "dado fruto".

### El nuevo armisticio

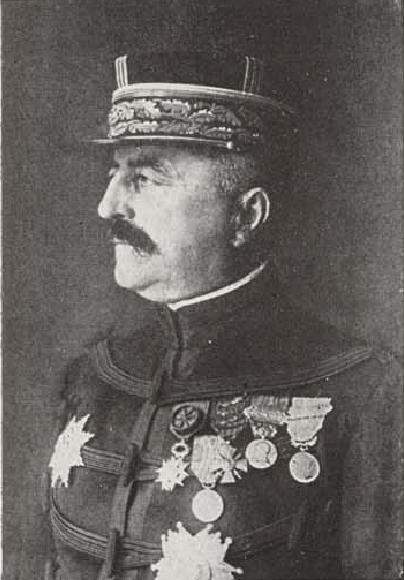
El mariscal francés d'Esperey, comandante de las fuerzas de la Entente en los Balcanes.

Otro problema al que se enfrentaba el Gobierno era el armisticio. El Imperio austrohúngaro había firmado un armisticio bastante favorable en Padua con los Aliados el 3  de noviembre de 1918. Como Hungría era ahora independiente, algunos en el gabinete argumentaron que Hungría necesitaba firmar un nuevo armisticio. Con reticencias,  Károlyi lo aceptó, y Hungría firmó el 13 de noviembre de 1918 un nuevo armisticio con los Aliados en Belgrado con el comandante aliado en los Balcanes, el mariscal francés Louis Franchet d'Esperey. El mariscal Franchet d'Esperey trató a los húngaros con claro desprecio y les impuso un armisticio mucho más duro que el de Padua. Esto produjo mucho descontento con Károlyi, de quien se había esperado (y él mismo lo hacía) que los Aliados tratasen a Hungría como amigo, no como a un enemigo. Sus adversarios argumentaron que, al buscar sin necesidad alguna un segundo armisticio, había colocado al país en una situación peor. El armisticio supuso la retirada del menguante Ejército de ciertos territorios en el sur y en el este. El acuerdo incluía también una amplia desmovilización de las fuerzas armadas, el derecho de los Aliados a ocupar puntos estratégicos del territorio o el traspaso a sus manos de las principales comunicaciones. Por su parte, los Aliados se comprometían a no interferir en los asuntos internos húngaros, promesa que no mantuvieron.

### Tensiones en la coalición y medra de los socialdemócratas

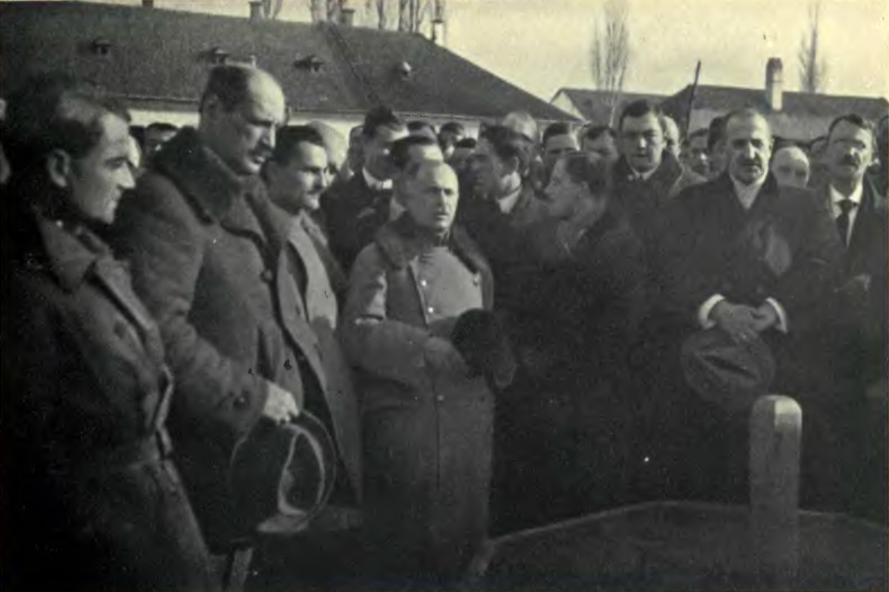
Károlyi repartiendo sus tierras a los campesinos.

Además, los socialdemócratas, que eran el partido más grande de Hungría con diferencia, frecuentemente desautorizaban a Károlyi y le imponían sus decisiones sin hacerse responsables de sus consecuencias. Károlyi deseaba, por ejemplo, transferir casi toda la tierra a los campesinos, expropiando todos los latifundios mayores de una cierta superficie, que se compensarían a precios de 1913. Para dar ejemplo, cedió todas sus vastas propiedades familiares a sus arrendatarios. Pero fue la única transferencia de tierras que tuvo lugar; los socialdemócratas bloquearon cualquier medida que pudiese dar el control de la tierra al campesinado alegando que así se promovía el capitalismo y disminuía la producción.
Esta decisión fue clave en restar el apoyo del campesinado, que formaba con mucho el grueso de la población.
El Gobierno de coalición se encontraba cada vez más dividido por la progresiva toma de poder de los socialistas a costa de las tendencias más conservadoras presentes, sobre todo, en el partido de Károlyi. En enero de 1919, el partido se dividió finalmente y la mayoría pasó a formar un nuevo partido de oposición burguesa, dirigido por los antiguos miembros del gabinete Lovászy (ministro de Educación) y Friedrich (viceministro de Defensa). Károlyi se vio obligado a dimitir como primer ministro y ocupó el cargo de presidente de la república(11 de enero de 1919), vacante desde la proclamación. Se formó un segundo gobierno de coalición dirigido por Dénes Berinkey el 18 de enero de 1919, ya solo integrado por los más progresistas de entre los tres partidos y dominado por los socialdemócratas.

### Enfrentamiento con los países vecinos y caos económico
Otra desafortunada media del gobierno de Károlyi, partidario del pacifismo, fue la casi completa disolución del ejército en noviembre de 1918. Esta situación la aprovecharon los vecinos de Hungría durante todo el invierno de 1918-1919 para ampliar sus territorios a su costa, infringiendo el armisticio impuesto por los Aliados. A partir de enero de 1919, Károlyi ordenó la creación de un nuevo ejército húngaro y comenzó a contemplar la idea de una alianza con la Rusia soviética, a pesar de que Károlyi no era partidario de imponer el comunismo en Hungría.
Además, como Hungría había firmado un armisticio, no un tratado de paz, continuó el bloqueo Aliado hasta la firma del tratado de paz definitivo. Hungría había padecido de escasez de alimentos durante la guerra y las muertes por inanición se habían vuelto comunes a partir de 1917. Además, el país había sido inundado de refugiados venidos de Transilvania y Galicia. Para empeorar aún más la situación, la creación de Checoslovaquia había cortado el suministro de carbón alemán en pleno invierno. Hungría con una reducida producción de carbón, dependía de las importaciones de carbón alemán. Sin carbón, la mayoría tuvo que sobrellevar el invierno de 1918-19 sin calefacción, y la red de ferrocarril fue dejando de funcionar gradualmente. El derrumbamiento del servicio ferroviario causó a su vez el hundimiento de la producción industrial, produciéndose un desempleo masivo. La situación empeoró aún más por la incompetencia económica del gobierno, que imprimió más y más dinero, lo cual condujo a una enorme inflación, aumentando la pobreza generalizada. El fracaso de Károlyi tanto en mejorar las condiciones de vida de la posguerra como en persuadir a los Aliados de que acabaran con el bloqueo creó un amplio malestar con el gobierno de Károlyi.

### Balance de gobierno
Károlyi era un liberal de izquierda bienintencionado, pero ineficaz como dirigente de Hungría. El barón Lajos Hatvany describió acertadamente el liderazgo de Károlyi cuando escribió: «De las discusiones no surgía ninguna decisión y de las decisiones ninguna acción. ¿Un gabinete? No, era una sociedad de debates.» En el mismo sentido se expresó el escritor británico Harold Nicolson que le conoció durante su exilio en Gran Bretaña. Al revisar las memorias de Károlyi en 1957 anotó: «Tuvo muchas cualidades, pero desafortunadamente carecía de aquellas que hacen que la gente seria le tome a uno en serio.»

### Fin de la etapa gubernamental
El 20  de marzo de 1919, los franceses entregaron la nota Vyx, que exigía la retirada de las tropas húngaras hacia el interior de Hungría. Se creía que las líneas del frente serían las nuevas fronteras. Los socialdemócratas se fusionaron con los comunistas dirigidos por Béla Kun, recién liberado de prisión, y anunciaron la dimisión de Károlyi. Llegado este momento, Károlyi efectivamente dimitió, sin oponerse al nuevo Gobierno social-comunista, que contaba con el apoyo de los consejos de soldados y trabajadores, que habían tomado el control de la guarnición de la capital, y se retiró de la política. Károlyi, que tenía prevista la dimisión del Gobierno de coalición social-burguesa y la formación de un nuevo gabinete exclusivamente socialista para tratar de lograr el respaldo del proletariado internacional contra las exigencias de la Entente, aceptó el nuevo Gobierno como inevitable.

## Exilio y regreso a Hungría

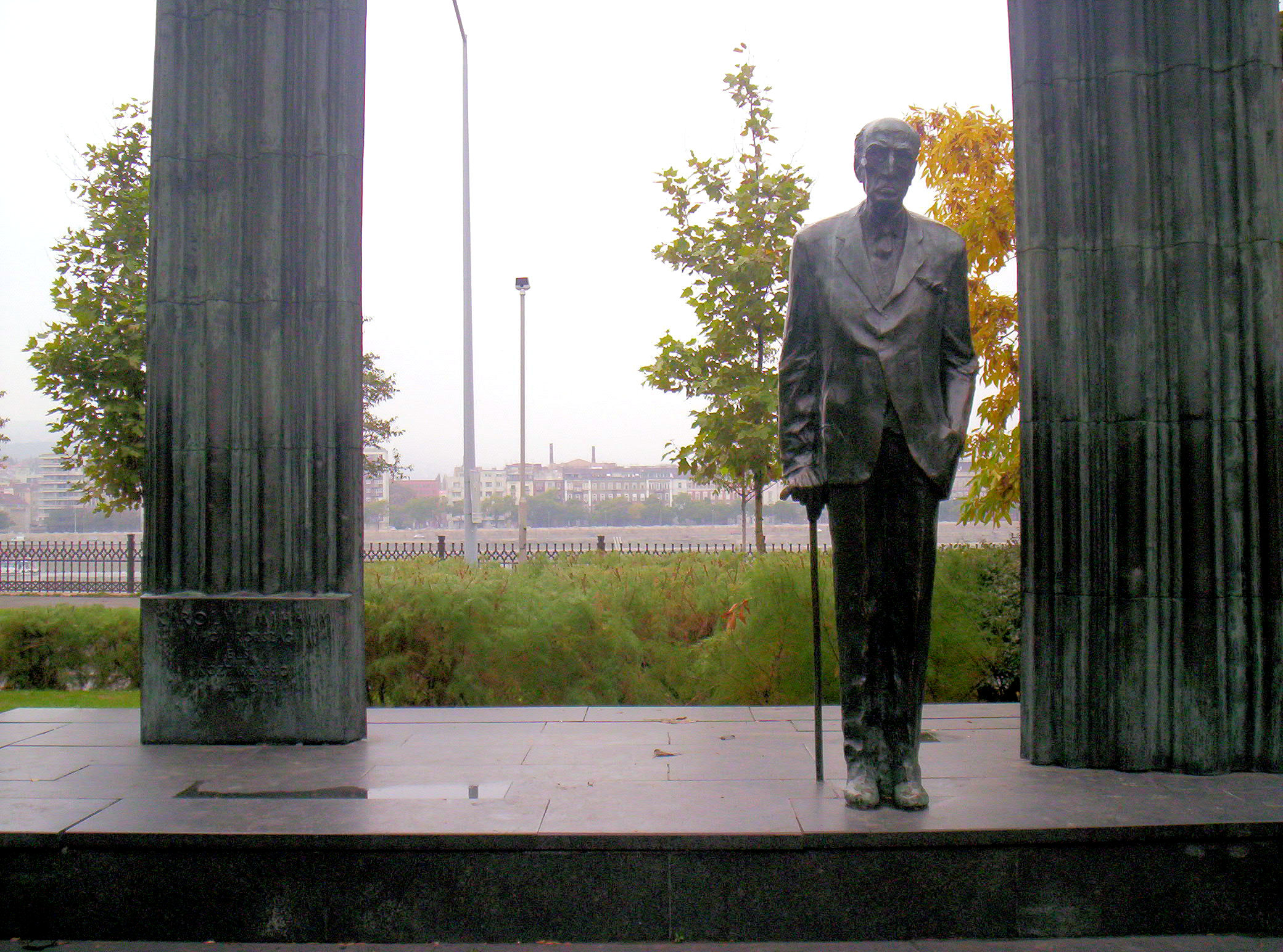
Estatua a Károlyi en Budapest

En julio de 1919, Károlyi se exilió en Francia y, posteriormente, durante  la Segunda Guerra Mundial, en Gran Bretaña. Durante la era Horthy, Károlyi era persona non-grata en su patria. En 1946 Károlyi, convertido en socialista, regresó a Hungría y, entre 1947 y 1949, sirvió como embajador húngaro en Francia. En 1949 dimitió en protesta por el juicio propagandístico y posterior ejecución de László Rajk, volviendo a exiliarse. Escribió dos volúmenes de memorias en el exilio: Egy Egész Világ Ellen («Contra el Mundo Entero») en 1925 y Memorias: fe sin ilusión en 1954. 
Murió en Vence, Francia, en 1955. Sus restos fueron devueltos a Hungría en 1962.